# 18473 Kikuchijun
18473 Kikuchijun è un asteroide della fascia principale. Scoperto nel 1995, presenta un'orbita caratterizzata da un semiasse maggiore pari a 2,7282541 UA e da un'eccentricità di 0,0721077, inclinata di 1,79802° rispetto all'eclittica.